# Генрі Смулдерс
Генрі Смулдерс (нід. Henri Smulders, 20 серпня 1863 — 8 листопада 1933) — нідерландський яхтсмен.
Срібний призер Олімпійських Ігор 1900 року в першому запливі в класі 3—10 тонн.